# Nati nel 1974/Ottobre
| Questa pagina contiene informazioni ricavate automaticamente dalle voci biografiche con l'ausilio del template Bio e di un bot. L'aggiornamento è periodico e automatico e ricostruisce completamente la pagina. Se manca una persona in questa lista, sei pregato di non aggiungerla, ma accertati piuttosto che la sua voce biografica contenga il template Bio e che i dati anagrafici siano correttamente compilati. Se il template Bio manca, inseriscilo tu stesso o, in alternativa, metti l'avviso {{tmp\|Bio}} che ne segnala la mancanza. Se i dati riportati sono sbagliati, correggi direttamente la voce biografica; le modifiche saranno visibili in questa lista entro pochi giorni. Per chiarimenti vedi il progetto biografie. La lista contiene solo le 349 persone che sono citate nell'enciclopedia e per le quali è stato implementato correttamente il template Bio. Pagina aggiornata al 10 lug 2025. |

- 1º ottobre - Nach, rapper spagnolo
- 1º ottobre - Aleksandr Averbuch, ex astista russo
- 1º ottobre - Anderson Barbosa, ex calciatore brasiliano
- 1º ottobre - Daniele Bossari, conduttore televisivo e conduttore radiofonico italiano
- 1º ottobre - Keith Duffy, cantante e attore irlandese
- 1º ottobre - Brandon Keener, attore e doppiatore statunitense
- 1º ottobre - Freddie Mwila Junior, calciatore zambiano († 2009)
- 1º ottobre - Valentin Novikov, orientista russo
- 1º ottobre - Domenico Pittis, ex hockeista su ghiaccio canadese
- 1º ottobre - Sherri Saum, attrice e modella statunitense
- 1º ottobre - Zhu Qi, ex calciatore cinese
- 1º ottobre - Hasan Özer, allenatore di calcio e ex calciatore turco
- 2 ottobre - Stelian Carabaș, ex calciatore rumeno
- 2 ottobre - Priya Cooper, nuotatrice australiana
- 2 ottobre - Bjarke Ingels, architetto danese
- 2 ottobre - Jiaxin Cheng, violoncellista cinese
- 2 ottobre - Anthony Johnson, ex cestista statunitense
- 2 ottobre - Michelle Krusiec, attrice statunitense
- 2 ottobre - Goran Malus, attore e doppiatore croato
- 2 ottobre - Gaetano Partipilo, sassofonista italiano
- 2 ottobre - Robert Edwards, ex giocatore di football americano statunitense
- 2 ottobre - Sam Roberts, cantautore canadese
- 2 ottobre - René Sommerfeldt, ex fondista tedesco
- 3 ottobre - Braeden Cloutier, allenatore di calcio e ex calciatore statunitense
- 3 ottobre - DJ Flash, disc jockey italiano
- 3 ottobre - Anthony Perrot, canottiere francese
- 3 ottobre - Marianne Timmer, ex pattinatrice di velocità su ghiaccio olandese
- 4 ottobre - Mafalda Arnauth, cantante portoghese
- 4 ottobre - Jorge Banguero, ex calciatore colombiano
- 4 ottobre - Davide Baruffi, politico italiano
- 4 ottobre - Stefano Cappellini, giornalista e autore televisivo italiano
- 4 ottobre - Jonny Clayton, giocatore di freccette gallese
- 4 ottobre - Alejandro Cárdenas, ex velocista e multiplista messicano
- 4 ottobre - Paco León, attore, regista e sceneggiatore spagnolo
- 4 ottobre - Valentin Năstase, ex calciatore rumeno
- 4 ottobre - Santiago Ondo, ex calciatore gabonese
- 5 ottobre - Joško Bilić, ex calciatore croato
- 5 ottobre - Geoffrey Claeys, ex calciatore belga
- 5 ottobre - Christian Core, arrampicatore italiano
- 5 ottobre - Douglas Emerson, attore statunitense
- 5 ottobre - Rich Franklin, artista marziale misto statunitense
- 5 ottobre - Heather Headley, cantautrice e attrice trinidadiana
- 5 ottobre - Oliver Koletzki, disc jockey e produttore discografico tedesco
- 5 ottobre - Robert Mateja, saltatore con gli sci polacco
- 5 ottobre - Colin Meloy, musicista statunitense
- 5 ottobre - Carmelo Occhipinti, storico dell'arte e critico d'arte italiano
- 5 ottobre - Stefano Pergher, ex sciatore alpino italiano
- 5 ottobre - Valentina Petrassi, ex cestista italiana
- 5 ottobre - Jeff Strasser, allenatore di calcio e ex calciatore lussemburghese
- 6 ottobre - Nuno Afonso, ex calciatore portoghese
- 6 ottobre - Arkadiusz Bąk, ex calciatore polacco
- 6 ottobre - Paolo Brera, cantautore italiano
- 6 ottobre - Hernán Caputto, allenatore di calcio e ex calciatore argentino
- 6 ottobre - Wálter Centeno, allenatore di calcio e ex calciatore costaricano
- 6 ottobre - Fernando Funan Chien, attore, stuntman e doppiatore taiwanese
- 6 ottobre - Alexis Georgoulis, attore, regista e politico greco
- 6 ottobre - Hoàng Xuân Vinh, tiratore a segno vietnamita
- 6 ottobre - Lívia Járóka, politica ungherese
- 6 ottobre - Kenny Jönsson, ex hockeista su ghiaccio svedese
- 6 ottobre - Viktors Ščerbatihs, sollevatore lettone
- 6 ottobre - Fernando Scherer, nuotatore brasiliano
- 6 ottobre - Jeremy Sisto, attore statunitense
- 7 ottobre - Numan Acar, attore e produttore cinematografico turco
- 7 ottobre - Hervé Alicarte, ex calciatore francese
- 7 ottobre - Jiří Bubeníček, danzatore e coreografo ceco
- 7 ottobre - Iratxe García Pérez, politica spagnola
- 7 ottobre - Akihiro Gōno, artista marziale misto e kickboxer giapponese
- 7 ottobre - Shannon MacMillan, ex calciatrice statunitense
- 7 ottobre - Marco Aurélio dos Santos, ex giocatore di calcio a 5 brasiliano
- 7 ottobre - Allison Munn, attrice statunitense
- 7 ottobre - Ruslan Nigmatullin, ex calciatore e disc jockey russo
- 7 ottobre - Sanderlei Parrela, ex velocista brasiliano
- 7 ottobre - Charlotte Perrelli, cantante, attrice e conduttrice televisiva svedese
- 7 ottobre - Hideto Suzuki, ex calciatore giapponese
- 8 ottobre - Romeu Almeida, ex calciatore portoghese
- 8 ottobre - Alessandro Amorese, politico e saggista italiano
- 8 ottobre - Didier Angibeaud, ex calciatore camerunese
- 8 ottobre - Michel Bampély, artista, sociologo e poeta francese
- 8 ottobre - Mark Beard, allenatore di calcio e ex calciatore inglese
- 8 ottobre - Mario Bonaccorso, giornalista e blogger italiano
- 8 ottobre - Latina Davis, ex cestista statunitense
- 8 ottobre - Massimo Demartis, allenatore di calcio e ex calciatore italiano
- 8 ottobre - Adam Foulds, scrittore e poeta britannico
- 8 ottobre - Rashard Griffith, ex cestista statunitense
- 8 ottobre - Giovanni Gualdoni, scrittore, fumettista e sceneggiatore italiano
- 8 ottobre - Martin Henderson, attore neozelandese
- 8 ottobre - Candy Lo, attrice e cantautrice cinese
- 8 ottobre - Csaba Madar, ex calciatore ungherese
- 8 ottobre - Bruno Mantovani, compositore francese
- 8 ottobre - Aneela Mirza, cantante danese
- 8 ottobre - Fredrik Modin, ex hockeista su ghiaccio svedese
- 8 ottobre - Kōji Murofushi, ex martellista giapponese
- 8 ottobre - Rossella Muroni, attivista e politica italiana
- 8 ottobre - Gabriel Ruggieri, ex calciatore argentino
- 8 ottobre - Rashaan Salaam, giocatore di football americano statunitense († 2016)
- 8 ottobre - Reto Stirnimann, allenatore di hockey su ghiaccio e ex hockeista su ghiaccio svizzero
- 8 ottobre - Ivan Trabalík, ex calciatore slovacco
- 8 ottobre - Orit Wolf, pianista e compositrice israeliana
- 8 ottobre - Zoran Zaev, politico macedone
- 8 ottobre - Henric de la Cour, cantante svedese
- 9 ottobre - Gianluca Ansanelli, regista, sceneggiatore e conduttore televisivo italiano
- 9 ottobre - Keith Booth, ex cestista e allenatore di pallacanestro statunitense
- 9 ottobre - Eugène Ernesta, ex altista seychellese
- 9 ottobre - Galder Gaztelu-Urrutia, regista spagnolo
- 9 ottobre - Mauro Gerosa, ex ciclista su strada italiano
- 9 ottobre - Vivek Kundra, funzionario statunitense
- 9 ottobre - Ozoda, cantante uzbeka
- 9 ottobre - Ninni Poijärvi, cantante finlandese
- 9 ottobre - Oleksandr Volynec', nuotatore ucraino
- 10 ottobre - Ade Akinbiyi, ex calciatore nigeriano
- 10 ottobre - Elena Antonova, nuotatrice artistica russa
- 10 ottobre - Marco Chiesa, politico svizzero
- 10 ottobre - Stéphanie Clément-Guy, ex sciatrice alpina francese
- 10 ottobre - Sergio Corino, ex calciatore spagnolo
- 10 ottobre - Julio Cruz, ex calciatore argentino
- 10 ottobre - Nicola Diliso, allenatore di calcio e ex calciatore italiano
- 10 ottobre - Nicolo Donato, regista e sceneggiatore danese
- 10 ottobre - Dale Earnhardt Jr., pilota automobilistico statunitense
- 10 ottobre - Roberto Fico, politico italiano
- 10 ottobre - Oded Kattash, allenatore di pallacanestro e ex cestista israeliano
- 10 ottobre - John Phan, giocatore di poker vietnamita
- 10 ottobre - Chris Pronger, ex hockeista su ghiaccio canadese
- 10 ottobre - Alberto Riquer, allenatore di calcio a 5 e ex giocatore di calcio a 5 spagnolo
- 10 ottobre - Naike Rivelli, attrice e cantante italiana
- 10 ottobre - Fabio Troiano, attore e sceneggiatore italiano
- 11 ottobre - Jason Arnott, ex hockeista su ghiaccio canadese
- 11 ottobre - Terje Håkonsen, snowboarder norvegese
- 11 ottobre - Morsy Kenawy, ex giocatore di calcio a 5 egiziano
- 11 ottobre - Kane Kosugi, attore statunitense
- 11 ottobre - Valerie Niehaus, attrice tedesca
- 11 ottobre - Jamie Thomas, skater statunitense
- 12 ottobre - Lucas Arnold Ker, ex tennista argentino
- 12 ottobre - Kate Beahan, attrice australiana
- 12 ottobre - Lascelles Brown, bobbista giamaicano
- 12 ottobre - Françoise de Clossey, pianista canadese
- 12 ottobre - Dan Earl, allenatore di pallacanestro e ex cestista statunitense
- 12 ottobre - Adam Fergusson, pilota motociclistico australiano
- 12 ottobre - Gianluca Gobbi, attore italiano
- 12 ottobre - Willy Grondin, ex calciatore francese
- 12 ottobre - Sebastian Henriksson, ex calciatore svedese
- 12 ottobre - Jeong Seon-min, ex cestista e allenatrice di pallacanestro sudcoreana
- 12 ottobre - Yoshiaki Maruyama, ex calciatore giapponese
- 12 ottobre - Guilherme Mauricio, ex calciatore francese
- 12 ottobre - Shane McAnally, produttore discografico e cantautore statunitense
- 12 ottobre - Gabriele Paolini, personaggio televisivo italiano
- 12 ottobre - Maurizio Pirovano, cantautore italiano
- 12 ottobre - Sergej Verlin, ex canoista russo
- 13 ottobre - Vadim Ajupov, ex schermidore russo
- 13 ottobre - Ivano Della Morte, dirigente sportivo, allenatore di calcio e ex calciatore italiano
- 13 ottobre - Fabio Fabiani, pilota automobilistico italiano
- 13 ottobre - Milan Kadlec, dirigente sportivo, ex ciclista su strada e pistard ceco
- 13 ottobre - Sherin Khankan, religiosa e attivista danese
- 13 ottobre - Peter Lockyer, attore e tenore statunitense
- 13 ottobre - Camila Raznovich, conduttrice televisiva italiana
- 13 ottobre - Marius Skinderis, allenatore di calcio e ex calciatore lituano
- 14 ottobre - Emanuele Casale, compositore italiano
- 14 ottobre - Jessica Drake, attrice pornografica, regista e educatrice statunitense
- 14 ottobre - Project Itoh, scrittore giapponese († 2009)
- 14 ottobre - Horace Jenkins, ex cestista statunitense
- 14 ottobre - Natalie Maines, cantante statunitense
- 14 ottobre - Giampiero Mazzi, ex rugbista a 15 e allenatore di rugby a 15 italiano
- 14 ottobre - Giovanni Pérez, calciatore venezuelano († 2022)
- 14 ottobre - Viktor Röthlin, ex maratoneta svizzero
- 14 ottobre - Tomislav Rukavina, allenatore di calcio e ex calciatore croato
- 14 ottobre - Carlos Alejandro Sierra Fumero, ex calciatore spagnolo
- 14 ottobre - Géiner Segura, ex calciatore costaricano
- 14 ottobre - Tümer Metin, ex calciatore turco
- 14 ottobre - Kim Williams, ex cestista statunitense
- 15 ottobre - Ömer Çatkıç, allenatore di calcio e ex calciatore turco
- 15 ottobre - Roxane Gay, docente e scrittrice statunitense
- 15 ottobre - Yari Gugliucci, attore italiano
- 15 ottobre - Jimmy Lin, attore, cantante e pilota automobilistico taiwanese
- 15 ottobre - James Quinn, ex calciatore nordirlandese
- 15 ottobre - David Rees, ex rugbista a 15 e allenatore di rugby britannico
- 15 ottobre - Bianca Rinaldi, attrice brasiliana
- 15 ottobre - Sergej Rublëvskij, scacchista russo
- 15 ottobre - Oleg Shatskikh, ex calciatore uzbeko
- 15 ottobre - Thomas Thomasberg, allenatore di calcio e ex calciatore danese
- 15 ottobre - Wakako Tsuchida, atleta paralimpica e slittinista giapponese
- 15 ottobre - Rahed Yaquoub, ex calciatore qatariota
- 15 ottobre - Cayetana Álvarez de Toledo, giornalista e storica spagnola
- 16 ottobre - Laura Angel, ex attrice pornografica e regista ceca
- 16 ottobre - André Carson, politico statunitense
- 16 ottobre - Alibek Delimkhanov, generale russo
- 16 ottobre - Goran Djuričin, allenatore di calcio e ex calciatore austriaco
- 16 ottobre - Aurela Gaçe, cantante albanese
- 16 ottobre - Pedro Henriques, ex calciatore portoghese
- 16 ottobre - Leonardo Impegno, politico italiano
- 16 ottobre - Paul Kariya, hockeista su ghiaccio canadese
- 16 ottobre - Marija Korolëva, ex pallanuotista russa
- 16 ottobre - Eduardo Simone, ex rugbista a 15 e allenatore di rugby a 15 argentino
- 16 ottobre - Thomas Sobotzik, ex calciatore tedesco
- 16 ottobre - Signe Svendsen, cantante danese
- 16 ottobre - Trentemøller, musicista danese
- 16 ottobre - Björn Yttling, produttore discografico e musicista svedese
- 17 ottobre - Tawona Alhaleem, ex cestista statunitense
- 17 ottobre - Banksy, artista e writer britannico
- 17 ottobre - Emerson Burton, tastierista finlandese
- 17 ottobre - Sonia Dibona, giocatrice di curling italiana
- 17 ottobre - Savatheda Fynes, velocista bahamense
- 17 ottobre - Lerma Gabito, ex lunghista e velocista filippina
- 17 ottobre - Ján Krošlák, ex tennista slovacco
- 17 ottobre - Matthew Macfadyen, attore britannico
- 17 ottobre - Darío Sala, ex calciatore argentino
- 17 ottobre - Myroslav Slabošpyc'kyj, regista e sceneggiatore ucraino
- 17 ottobre - Yurina Suárez, schermitrice cubana
- 18 ottobre - Anastasia Acosta, attrice e modella costaricana
- 18 ottobre - Michael Anicic, ex calciatore tedesco
- 18 ottobre - Veronica Brenner, ex sciatrice freestyle canadese
- 18 ottobre - Joy Bryant, attrice e modella statunitense
- 18 ottobre - Susana Díaz, politica e avvocata spagnola
- 18 ottobre - Philippe Jordan, direttore d'orchestra e pianista svizzero
- 18 ottobre - Michalīs Kapsīs, ex calciatore greco
- 18 ottobre - Paul Palmer, ex nuotatore britannico
- 18 ottobre - Robbie Savage, allenatore di calcio e ex calciatore gallese
- 18 ottobre - Jeremy Scahill, giornalista statunitense
- 18 ottobre - Jan Schäfer, canoista tedesco
- 18 ottobre - Alvin Sims, ex cestista statunitense
- 18 ottobre - Peter Svensson, musicista e produttore discografico svedese
- 18 ottobre - Yukmouth, rapper statunitense
- 18 ottobre - Zhou Xun, attrice e cantante cinese
- 18 ottobre - Junko Ōnishi, ex nuotatrice giapponese
- 19 ottobre - Davide Bendinelli, politico italiano
- 19 ottobre - Daniele Dichio, allenatore di calcio e ex calciatore inglese
- 19 ottobre - Massimo Epifani, allenatore di calcio e ex calciatore italiano
- 19 ottobre - David Robert Mitchell, regista e sceneggiatore statunitense
- 19 ottobre - Paulo Sérgio de Oliveira Silva, calciatore brasiliano († 2004)
- 19 ottobre - Tesfaye Tola, ex maratoneta etiope
- 19 ottobre - Andre Wadsworth, ex giocatore di football americano statunitense
- 19 ottobre - Chris Whitaker, ex rugbista a 15, allenatore di rugby a 15 e dirigente sportivo australiano
- 20 ottobre - Samuel Ayorinde, ex calciatore nigeriano
- 20 ottobre - Davide Formisano, flautista italiano
- 20 ottobre - Gonzalo Galindo, ex calciatore boliviano
- 20 ottobre - Jerald Honeycutt, ex cestista statunitense
- 20 ottobre - Dražen Kovačević, fumettista e illustratore serbo
- 20 ottobre - Margaretha Lindahl, giocatrice di curling svedese
- 20 ottobre - Mauro Navas, allenatore di calcio e ex calciatore argentino
- 20 ottobre - Ginestra Paladino, attrice italiana
- 20 ottobre - Jason Smith, ex cestista australiano
- 21 ottobre - Nakia Burrise, attrice e doppiatrice statunitense
- 21 ottobre - Franz Sagmeister, bobbista tedesco
- 21 ottobre - Guillermo Salas, ex calciatore peruviano
- 21 ottobre - David Smétanine, nuotatore francese
- 21 ottobre - Helen Svedin, modella svedese
- 21 ottobre - Mickey Trotman, calciatore trinidadiano († 2001)
- 22 ottobre - Sabina Began, attrice e ex modella tedesca
- 22 ottobre - Leonard Bisaku, ex calciatore croato
- 22 ottobre - Ervin Dragšič, allenatore di pallacanestro e ex cestista sloveno
- 22 ottobre - Ariel González, ex calciatore argentino
- 22 ottobre - Aimo Heilmann, ex nuotatore tedesco
- 22 ottobre - Mirko Locatelli, regista e produttore cinematografico italiano († 2025)
- 22 ottobre - Rogério Matias, ex calciatore portoghese
- 22 ottobre - Jeff McInnis, ex cestista statunitense
- 22 ottobre - Miroslav Šatan, ex hockeista su ghiaccio slovacco
- 23 ottobre - Aravind Adiga, scrittore e giornalista indiano
- 23 ottobre - Beatrice Faumuina, ex discobola e conduttrice televisiva neozelandese
- 23 ottobre - Derek Landy, scrittore e sceneggiatore irlandese
- 23 ottobre - Chiara Moroni, politica italiana
- 23 ottobre - Aldo Olcese, ex calciatore peruviano
- 23 ottobre - Sander Westerveld, allenatore di calcio e ex calciatore olandese
- 24 ottobre - Gábor Babos, allenatore di calcio e ex calciatore ungherese
- 24 ottobre - César Aparecido Rodrigues, dirigente sportivo, allenatore di calcio e ex calciatore brasiliano
- 24 ottobre - Corey Dillon, ex giocatore di football americano statunitense
- 24 ottobre - Giulio Favero, bassista, chitarrista e produttore discografico italiano
- 24 ottobre - Frédéric Fouret, ex calciatore francese
- 24 ottobre - Roberto García Orozco, arbitro di calcio messicano
- 24 ottobre - Raffaele Imperiale, mafioso e collaboratore di giustizia italiano
- 24 ottobre - Marios Kkaras, allenatore di calcio e ex calciatore cipriota
- 24 ottobre - Michael Kolganov, canoista israeliano
- 24 ottobre - Antōnīs Kōnstantinidīs, allenatore di pallacanestro e ex cestista cipriota
- 24 ottobre - Jamal Mayers, ex hockeista su ghiaccio canadese
- 24 ottobre - Isko Moreno, politico e attore filippino
- 24 ottobre - Anders Nordin, batterista, polistrumentista e paroliere svedese
- 24 ottobre - Marc Streitenfeld, compositore tedesco
- 24 ottobre - Catherine Sutherland, attrice australiana
- 24 ottobre - Paul Tait, allenatore di calcio e ex calciatore inglese
- 25 ottobre - Paulo Baier, allenatore di calcio e ex calciatore brasiliano
- 25 ottobre - Maksim Bobok, schermidore russo
- 25 ottobre - Stefano Campus, tecnico del suono italiano
- 25 ottobre - Cristiano Citton, ex pistard e ciclista su strada italiano
- 25 ottobre - Dean Craig, sceneggiatore, produttore cinematografico e regista cinematografico britannico
- 25 ottobre - Agustín Julio, allenatore di calcio e ex calciatore colombiano
- 25 ottobre - Pablo Lamanna, ex giocatore di calcio a 5 uruguaiano
- 25 ottobre - Daniel Tapeta, calciatore francese
- 25 ottobre - Yoo Yong-sung, giocatore di badminton sudcoreano
- 25 ottobre - Brunet Zamora, pugile cubano
- 26 ottobre - Francesco Bega, ex calciatore italiano
- 26 ottobre - János Hrutka, ex calciatore ungherese
- 26 ottobre - Marcus Ljungqvist, ex ciclista su strada svedese
- 26 ottobre - Oh Na-ra, attrice sudcoreana
- 26 ottobre - Lucas Oliver Bultó, pilota motociclistico spagnolo
- 26 ottobre - Adriana Ortolani, attrice italiana
- 26 ottobre - Kevin Overland, ex pattinatore di velocità su ghiaccio canadese
- 26 ottobre - Aki Parviainen, ex giavellottista finlandese
- 26 ottobre - Anita Rinaldi, attrice pornografica ungherese
- 26 ottobre - Jeroen van Veen, bassista olandese
- 26 ottobre - Casper Zafer, attore britannico
- 27 ottobre - Sture Dingsøyr, cantante e chitarrista norvegese
- 27 ottobre - Danno, rapper italiano
- 27 ottobre - Eduard-Raul Hellvig, politico romeno
- 27 ottobre - Thabo Mooki, ex calciatore sudafricano
- 27 ottobre - Jason Osborne, ex cestista statunitense
- 27 ottobre - Elena Roger, attrice e cantante argentina
- 28 ottobre - Giancarlo Bergamelli, allenatore di sci alpino e ex sciatore alpino italiano
- 28 ottobre - Nelly Ciobanu, cantante moldava
- 28 ottobre - Michael Dougherty, regista, sceneggiatore e produttore cinematografico statunitense
- 28 ottobre - David Foenkinos, scrittore, regista e sceneggiatore francese
- 28 ottobre - Theodoros Kalakonas, ex pallanuotista greco
- 28 ottobre - Jake Kasdan, regista, sceneggiatore e produttore cinematografico statunitense
- 28 ottobre - Kenji Kikawada, ex calciatore giapponese
- 28 ottobre - Gaia Manzini, scrittrice italiana
- 28 ottobre - Vicente Moreno, allenatore di calcio e ex calciatore spagnolo
- 28 ottobre - Joaquin Phoenix, attore statunitense
- 28 ottobre - Magnus Powell, allenatore di calcio e ex calciatore svedese
- 28 ottobre - María Renée Prudencio, attrice boliviana
- 28 ottobre - Agostino Santillo, politico italiano
- 28 ottobre - Dejan Stefanović, ex calciatore serbo
- 28 ottobre - Ina-Yoko Teutenberg, ex ciclista su strada tedesca
- 28 ottobre - Dayanara Torres, modella, attrice e cantante portoricana
- 29 ottobre - Marco Ambrogioni, ex calciatore italiano
- 29 ottobre - Luca Beccari, politico sammarinese
- 29 ottobre - R.A. Dickey, ex giocatore di baseball statunitense
- 29 ottobre - Eric Gales, cantante e chitarrista statunitense
- 29 ottobre - Erik Johansson, pentatleta svedese
- 29 ottobre - Zdeněk Kudrna, allenatore di hockey su ghiaccio e ex hockeista su ghiaccio ceco
- 29 ottobre - Karine Laurent Philippot, ex fondista francese
- 29 ottobre - Alexandre Lopes, allenatore di calcio e ex calciatore brasiliano
- 29 ottobre - Tim Matthews, atleta paralimpico australiano
- 29 ottobre - Lisa McShea, ex tennista australiana
- 29 ottobre - Albert Nađ, allenatore di calcio, dirigente sportivo e ex calciatore serbo
- 29 ottobre - Antōnīs Nikolaou, ex calciatore cipriota
- 29 ottobre - Yurdaer Okur, attore e regista teatrale turco
- 30 ottobre - Gbessay Bangura, ex calciatore sierraleonese
- 30 ottobre - Fabiola Casà, conduttrice radiofonica italiana
- 30 ottobre - Pietro Colnaghi, ultramaratoneta e maratoneta italiano
- 30 ottobre - C.J. Daugherty, scrittrice britannica
- 30 ottobre - Orsolya Donkó, ex cestista ungherese
- 30 ottobre - Sven Gerich, politico tedesco
- 30 ottobre - Marco Giungi, ex marciatore italiano
- 30 ottobre - Martin Henriksson, chitarrista e bassista svedese
- 30 ottobre - Marián Miezga, attore, conduttore televisivo e cantante slovacco
- 30 ottobre - Maksim Pičugin, ex fondista russo
- 30 ottobre - Chuck Ragan, cantautore e chitarrista statunitense
- 31 ottobre - David Dencik, attore svedese
- 31 ottobre - Ruben Fleischer, regista, produttore televisivo e produttore cinematografico statunitense
- 31 ottobre - Muzzy İzzet, ex calciatore turco
- 31 ottobre - Natasja Saad, rapper e cantante danese († 2007)
- 31 ottobre - Stefan Uteß, canoista tedesco
- 31 ottobre - Eskil Vogt, sceneggiatore e regista norvegese